# Callitrichaceae
Callitrichaceae is een botanische naam, voor een familie van tweezaadlobbige planten. Een familie onder deze naam werd vrijwel universeel erkend door systemen van plantentaxonomie.
Het gaat dan om een heel kleine familie van één geslacht (Callitriche), van planten die meestal in het water groeien. Indien erkend, krijgt de familie de Nederlandstalige naam "sterrenkroosfamilie".
In het Cronquist systeem (1981) werd de familie ingedeeld in de orde Callitrichales.
De familie wordt niet geaccepteerd door het APG-systeem (1998) en het APG II-systeem (2003). In APG worden de betreffende planten ingedeeld in de weegbreefamilie (Plantaginaceae).